# Liste d'élections en 1972
Chronologie des élections
- 1968
- 1969
- 1970
- 1971
- 1972
- 1973
- 1974
- 1975
- 1976

Cette liste recense les élections organisées durant l'année 1972. Elle inclut les élections législatives et présidentielles nationales dans les États souverains, ainsi que les principaux référendums.
Parmi les États démocratiques qui organisent des élections en 1972, cinq connaissent une alternance politique. En Jamaïque (février), en Nouvelle-Zélande (novembre) et en Australie (décembre), une majorité parlementaire de centre-gauche succède à une majorité de centre-droit. En Australie, cette alternance en faveur des travaillistes met fin à près de trois décennies de gouvernement conservateur. Aux Pays-Bas (novembre), le jeu des coalitions permet également aux travaillistes de prendre la direction du gouvernement. À l'inverse, à Saint-Vincent-et-les-Grenadines (avril), un Parlement sans majorité claire permet au député conservateur indépendant James Fitz-Allen Mitchell de prendre la direction du gouvernement, reléguant sur les bancs de l'opposition les travaillistes jusque-là au pouvoir. 
Au Canada (octobre) et en Allemagne de l'Ouest (novembre), les gouvernements de centre-gauche de Pierre Trudeau et de Willy Brandt conservent le pouvoir. Aux États-Unis (novembre), les démocrates conservent le contrôle du Congrès mais ne parviennent pas à ravir la présidence au républicain Richard Nixon, confortablement réélu.
Au Togo (janvier) et à Madagascar (octobre), les officiers militaires qui ont pris le pouvoir font valider leur coup d'État par plébiscite, et revendiquent le soutien de près de 100 % de la population. Au Cambodge et en Corée du Sud de même, le maréchal-président Lon Nol et le général-président Park Chung-hee font chacun approuver par des référendums truqués (respectivement en avril et en novembre) une constitution leur conférant les pleins pouvoirs. 

## Par mois

### Janvier
| Date           | Pays       | Élections      | Contexte | Résultats |
| -------------- | ---------- | -------------- | --- | --- |
| 2 janvier      | Laos       | Législatives   | Le Laos à cette date est en guerre civile, qui est une extension de la guerre du Viêt Nam. Les rebelles communistes du Pathet Lao sont soutenus par les Nord-Vietnamiens.                                      | Presque tous les députés sont élus sans étiquette. La plupart des députés sortants ont perdu leur siège. Les élus représentent les intérêts de leurs communautés locales, plutôt que des factions politiques. Le prince Souvanna Phouma (Front neutraliste) demeure premier ministre. En 1975, le Pathet Lao prend le contrôle du pays, et abolit la monarchie.                                                   |
| 2 et 3 janvier | Finlande   | Législatives   | | Parlement sans majorité. Le Parti social-démocrate (centre-gauche) conserve la majorité relative des sièges (un peu plus d'un quart). Rafael Paasio forme d'abord un gouvernement minoritaire social-démocrate, puis une coalition majoritaire se met en place en septembre. Dirigée par le nouveau premier ministre social-démocrate Kalevi Sorsa, elle inclut les centristes et les libéraux.                   |
| 9 janvier      | Togo       | Présidentielle | L'élection est un plébiscite. Ayant pris le pouvoir par un coup d'État militaire en 1967, le général Gnassingbé Eyadéma demande aux citoyens d'approuver son statut de président de la République.             | Gnassingbé Eyadéma recueille officiellement 99,9 % de suffrages favorables. Il demeurera président jusqu'à sa mort en 2005. |
| 30 janvier     | Madagascar | Présidentielle | L'élection est un plébiscite. Les électeurs sont appelés à voter pour ou contre le candidat unique. Le pays à cette date demeure en principe une démocratie multipartite, mais connaît une dérive autoritaire. | Le président Philibert Tsiranana (Parti social-démocrate : centre-gauche, pro-occidental) est réélu avec officiellement 99,7 % de suffrages favorables. Fin mars, des manifestations d'étudiants et de lycéens éclatent contre le gouvernement. En mai, sous la pression, le président cède ses pouvoirs au général Gabriel Ramanantsoa. C'est la fin de la Première République, et le début du régime militaire. |

### Février
| Date       | Pays     | Élections      | Contexte                                                    | Résultats |
| ---------- | -------- | -------------- | ----------------------------------------------------------- | --- |
| 20 février | Salvador | Présidentielle | Le scrutin est entaché de fraudes massives.                 | La commission électorale annonce d'abord la victoire du candidat d'opposition chrétien-démocrate José Napoleón Duarte (Union nationale de l'opposition), puis se rétracte et déclare que le candidat du gouvernement, Arturo Armando Molina (Parti de la conciliation nationale : droite) est arrivé en tête avec 43,4 % des voix contre 42,1 % pour José Duarte. Aucun candidat n'ayant atteint la majorité absolue des suffrages, la décision revient à l'Assemblée nationale, où la majorité que possède le PCN confère la victoire à Arturo Molina. Des élections législatives ont lieu en mars. |
| 28 février | Grenade  | Législatives   | La Grenade à cette date est un État associé au Royaume-Uni. | Le Parti travailliste unifié (gauche) conserve la majorité absolue des sièges. Eric Gairy demeure premier ministre. |
| 29 février | Jamaïque | Législatives   |                                                             | Alternance. Le Parti national du peuple (centre-gauche) obtient la majorité absolue des sièges, devant le Parti travailliste (centre-droit) jusque-là au pouvoir. Michael Manley devient premier ministre. |

### Mars
| Date          | Pays      | Élections    | Contexte | Résultats |
| ------------- | --------- | ------------ | --- | --- |
| 1er mars      | Maroc     | Référendum   | Les citoyens sont appelés à se prononcer sur une nouvelle constitution, qui renforce la représentation des élus du peuple au Parlement. Elle fait suite à une tentative de coup d'État militaire en 1971.                                                                           | La constitution est approuvée par 98,8 % des votants. Les élections législatives prévues pour le mois de mai sont toutefois reportées sine die. Une nouvelle tentative de coup d'État a lieu au mois d'août. |
| 12 mars       | Salvador  | Législatives | Le scrutin est entaché de fraudes massives. | Officiellement, les élections sont remportées par le Parti de la conciliation nationale (droite), qui conserve la majorité absolue des sièges. Le 25 mars, une faction militaire opposée au gouvernement tente un coup d'État, et échoue. Pour avoir soutenu la tentative, José Napoleón Duarte, principale figure de l'opposition politique, est contraint à l'exil au Guatemala.                                   |
| 19 mars       | Pologne   | Législatives | La Pologne à cette date est un État à coalition unique. Le Front de l'unité nationale, dominé par les communistes, présente une liste unique de candidats, où le nombre de sièges revenant à chaque parti est décidé à l'avance. Les citoyens sont invités à approuver cette liste. | Les candidats du Front sont approuvés officiellement par 99,5 % des votants. Le Parti ouvrier unifié (marxiste-léniniste) conserve sa majorité absolue des sièges, les autres étant attribués à des candidats sans étiquette ou à des partis qui lui sont subordonnés : le Parti paysan unifié (socialiste et agrarien) et le Parti démocratique (social-libéral). Piotr Jaroszewicz (POU) demeure premier ministre. |
| 28 et 29 mars | Gambie    | Législatives | | Le Parti progressiste populaire (agrarien, centriste) conserve la majorité absolue des sièges. |
| mars          | Îles Cook | Législatives | Les îles Cook sont un État en libre association avec la Nouvelle-Zélande. | Le Parti des îles Cook (centre-gauche) conserve la majorité absolue des sièges. Albert Henry demeure premier ministre. |

### Avril
| Date           | Pays                            | Élections    | Contexte | Résultats |
| -------------- | ------------------------------- | ------------ | --- | --- |
| 7 avril        | Saint-Vincent-et-les-Grenadines | Législatives | Le pays à cette date est un État associé au Royaume-Uni. | Parlement sans majorité. Alternance. Le Parti travailliste (centre-gauche), au pouvoir et jusque-là majoritaire, manque cette fois de peu la majorité absolue et obtient le même nombre de sièges que le Parti politique populaire. L'unique député sans étiquette, le conservateur James Fitz-Allen Mitchell, devient premier ministre avec l'appui du PPP. |
| 23 avril       | France                          | Référendum   | Les citoyens sont invités à se prononcer pour ou contre l'adhésion du Royaume-Uni, du Danemark, de l'Irlande et de la Norvège à la Communauté économique européenne. | Le « oui » l'emporte à 68,3 %. |
| 15 au 29 avril | Fidji                           | Législatives | | Le Parti de l'Alliance (conservateur) conserve la majorité absolue des sièges. Ratu Sir Kamisese Mara demeure premier ministre. |
| 16 et 30 avril | Liban                           | Législatives | Les sièges sont répartis entre les différentes communautés ethniques et religieuses, en accord avec la constitution. | Parlement sans majorité. La plupart des députés siègent sans étiquette, bien qu'ils appartiennent à de multiples factions différentes. Saëb Salam (sans étiquette) demeure premier ministre. |
| 30 avril       | Cambodge                        | Référendum   | C'est l'époque de la République khmer, à la suite de l'abolition de la monarchie en 1970. Le pays est par ailleurs en guerre contre le Viêt Nam du Nord, et en guerre civile. Les citoyens sont invités à approuver une constitution pour la nouvelle république. Malgré cette constitution, le pays sous la direction du maréchal Lon Nol est une dictature militaire, l'Assemblée nationale ayant été suspendue en 1971. Dans les zones du pays tenues par les communistes, le vote ne peut pas avoir lieu. | Le « oui » à la constitution, qui conforte les pouvoirs du président, l'emporte officiellement à 97,7 %. Une élection présidentielle a lieu en juin, et es élections législatives en septembre. |

### Mai
| Date         | Pays      | Élections      | Contexte | Résultats |
| ------------ | --------- | -------------- | --- | --- |
| 7 mai        | Italie    | Parlementaires | Ce sont les « années de plomb », marquées par des attentats terroristes d'extrême-gauche et d'extrême-droite. | Parlement sans majorité. Avec plus de 38,5 % des voix, le parti Démocratie chrétienne conserve la majorité relative des sièges. Le Parti communiste (eurocommunisme démocratique) demeure la principale force de gauche, à 27 %. Le Parti socialiste poursuit son déclin, tombant à 10 % des voix et perdant de nombreux sièges ; il est talonné par le parti fasciste Mouvement social italien, à 9,2 %. Giulio Andreotti (DC) demeure président du conseil (premier ministre), formant un gouvernement de coalition avec les deux petites formations du Parti social-démocrate (centre-gauche) et du Parti libéral (centre-droit). |
| 10 mai       | Irlande   | Référendum     | Une proposition d'amendement constitutionnel est soumise à l'approbation des citoyens. Elle doit permettre à l'Irlande de rejoindre la Communauté économique européenne, et de faire primer le droit européen sur le droit national. Il s'agit du troisième amendement à la constitution. | L'amendement est approuvé par 83,1 % des votants. L'Irlande devient membre de la C.E.E. le 1er janvier 1973. |
| 16 et 17 mai | Swaziland | Législatives   | Premières élections après l'indépendance du pays en 1968 ; les précédentes avaient eu lieu en 1967. | Le Mouvement national imbokodvo (conservateur, royaliste) conserve une large majorité des sièges. Le prince Makhosini Dlamini demeure premier ministre. L'année suivante, le roi Sobhuza II dissout le Parlement, suspend la constitution, interdit les partis politiques et prend les pleins pouvoirs, instituant une monarchie absolue. |
| 20 mai       | Cameroun  | Référendum     | Les citoyens sont appelés à approuver une nouvelle constitution, qui remplace le modèle fédéral par un État unitaire et renforce les pouvoirs du président de la République. | Le « oui » l'emporte officiellement à 99,99 %. |

### Juin
| Date   | Pays     | Élections      | Contexte | Résultats |
| ------ | -------- | -------------- | --- | --- |
| 4 juin | Cambodge | Présidentielle | C'est l'époque de la République khmer, à la suite de l'abolition de la monarchie en 1970. Sous la présidence du maréchal Lon Nol, il s'agit d'un régime autoritaire. Le pays est par ailleurs en guerre contre le Viêt Nam du Nord, et en guerre civile. | Le président Lon Nol (Parti social républicain : droite populiste) remporte l'élection avec 54,9 % des voix, devant deux autres candidats. Des élections législatives ont lieu en septembre. |

### Juillet
| Date      | Pays          | Élections  | Contexte | Résultats |
| --------- | ------------- | ---------- | --- | --- |
| 2 juillet | Liechtenstein | Référendum | Les citoyens sont invités à approuver ou rejeter un amendement constitutionnel accroissant le nombre de sièges au Landtag (Parlement) et abaissant le seuil électoral pour la représentation des partis politiques au Parlement. | La proposition est rejetée par 51,3 % des votants. L'abaissement du seuil électoral est toutefois approuvé lors d'un nouveau référendum l'année suivante. |

### Août
| Date   | Pays   | Élections    | Contexte | Résultats                                                                                             |
| ------ | ------ | ------------ | --- | --- |
| 6 août | Panama | Législatives | Le pays à cette date est une dictature militaire populiste et corrompue, dirigée par le général Omar Torrijos. Les partis politiques ne sont pas autorisés à participer aux élections : tous les candidats doivent se présenter sans étiquette. | Les députés sont élus sans étiquette. L'Assemblée nationale a, de toute manière, très peu de pouvoir. |

### Septembre
| Date         | Pays      | Élections    | Contexte | Résultats |
| ------------ | --------- | ------------ | --- | --- |
| 2 septembre  | Singapour | Législatives | | Bien que six partis politiques soient en lice, le Parti d'action populaire (laïc, multi-ethnique, conservateur, libéral en économie) conserve la totalité des sièges. Lee Kuan Yew demeure premier ministre. |
| 3 septembre  | Cambodge  | Législatives | C'est l'époque de la République khmer, à la suite de l'abolition de la monarchie en 1970. Sous la présidence du maréchal Lon Nol, il s'agit d'un régime autoritaire. Le pays est par ailleurs en guerre contre le Viêt Nam du Nord, et en guerre civile. Face à la probabilité d'importantes fraudes, les partis d'opposition boycottent l'élection. Le Parti populaire, parti d'opposition socialiste, présente des candidats dans dix circonscriptions ; partout ailleurs, les candidats du gouvernement sont seuls en lice. | Le Parti social républicain (droite populiste) remporte officiellement tous les sièges dans les deux chambres. Là où le Parti populaire obtient de bons résultats, bon nombre des bulletins de vote en sa faveur sont détruits, garantissant la victoire totale du gouvernement. Hang Thun Hak devient premier ministre. En 1975 toutefois, Phnom Penh est prise par les Khmers rouges, marquant la fin de la République khmère. |
| 19 septembre | Bahamas   | Législatives | | Le Parti libéral progressiste (centre-gauche) conserve la majorité absolue des sièges. Lynden Pindling demeure premier ministre. |
| 25 septembre | Norvège   | Référendum   | Les citoyens sont invités à se prononcer pour ou contre l'adhésion à la Communauté économique européenne. | Le « non » l'emporte à 53,5 %. Le premier ministre travailliste Trygve Bratteli démissionne ; le chrétien-démocrate Lars Korvald lui succède. |

### Octobre
| Date                     | Pays              | Élections    | Contexte | Résultats |
| ------------------------ | ----------------- | ------------ | --- | --- |
| fin août à début octobre | Guinée portugaise | Légisatives  | Ces élections se déroulent durant la guerre d'indépendance de la Guinée-Bissau, colonie portugaise. Les rebelles communistes organisent ce scrutin dans les parties de la colonie qu'ils contrôlent. Ils présentent une liste unique de candidats que les habitants sont appelés à approuver, pour la formation de conseils régionaux. Ces conseils régionaux élisent ensuite une Assemblée nationale. | Les candidats de la liste du Parti africain pour l'indépendance (marxisme-léninisme) recueillent officiellement 97,0 % de suffrages favorables. L'Assemblée qui en résulte se réunit en septembre 1973, et déclare l'indépendance du pays. Luís Cabral devient président, avec Francisco Mendes pour premier ministre. L'indépendance de la Guinée-Bissau est reconnue par le Portugal en 1974, après la révolution des Œillets. |
| 4 octobre                | Bophuthatswana    | Légisatives  | Le Bophuthatswana est un bantoustan, un territoire noir autonome établi par le régime de l'apartheid en Afrique du Sud. Premières élections après l'octroi de l'autonomie. Seul un tiers des membres de l'Assemblée sont élus, les autres étant des chefs nommés. | Le Parti national remporte une large majorité des sièges élus. Lucas Mangope demeure premier ministre. |
| 8 octobre                | Madagascar        | Référendum   | Le président Philibert Tsiranana, impopulaire, a cédé le pouvoir au général Gabriel Ramanantsoa. Par ce référendum, les citoyens sont appelés à approuver une période de régime militaire de cinq ans, sans Parlement. | La mesure est approuvée officiellement par 96,4 % des votants. |
| 30 octobre               | Canada            | Législatives | | Parlement sans majorité. Le Parti libéral (centre-gauche) perd sa majorité absolue des sièges, mais conserve de justesse la majorité relative, talonné par le Parti progressiste-conservateur (centre-droit). Pierre Trudeau (Parti libéral) demeure premier ministre, à la tête d'un gouvernement minoritaire. |

### Novembre
| Date        | Pays                 | Élections                      | Contexte | Résultats |
| ----------- | -------------------- | ------------------------------ | --- | --- |
| 7 novembre  | États-Unis           | Législatives et présidentielle | | Richard Nixon (Parti républicain : droite) est réélu président avec 60,7 % des suffrages populaires et 96,7 % des suffrages des grands électeurs, face notamment à George McGovern (Parti démocrate : centre-gauche). Les démocrates conservent par contre leur majorité absolue des sièges dans les deux chambres du Congrès. Richard Nixon est contraint de démissionner en 1974 en raison du scandale du Watergate. |
| 19 novembre | Allemagne de l'Ouest | Législatives                   | Élections anticipées. Le gouvernement de « coalition rouge-jaune » a perdu sa majorité parlementaire, plusieurs députés ayant quitté leur parti pour protester contre l’Ostpolitik du chancelier social-démocrate Willy Brandt - très populaire, et récipiendaire du prix Nobel de la paix de 1971. | Le Parti social-démocrate (SPD, centre-gauche) progresse et conserve la majorité relative des sièges, et son alliance avec le Parti libéral-démocrate (FDP ; centriste, libéral) remporte la majorité absolue. Willy Brandt demeure chancelier, conservant la coalition du SPD et du FDP. |
| 21 novembre | Corée du Sud         | Référendum                     | Ayant dissous l'Assemblée nationale et suspendu la constitution, le président Park Chung-hee a initié une nouvelle constitution qui lui confère les pleins pouvoirs. Celle-ci est soumise aux citoyens par référendum.                                                                              | Officiellement, la nouvelle constitution est approuvée par 92,3 % des votants. C'est le début du régime dictatorial de la Quatrième République. |
| 25 novembre | Nouvelle-Zélande     | Législatives                   | | Alternance. Le Parti travailliste (centre-gauche) remporte la majorité absolue des sièges, devançant le Parti national (centre-droit) jusque-là au pouvoir. Norman Kirk devient premier ministre. |
| 29 novembre | Pays-Bas             | Législatives                   | Élections anticipées. Le cabinet Biesheuvel I (coalition allant du centre-droit au centre-gauche) a perdu sa majorité parlementaire en raison de désaccords sur la réduction des dépenses publiques.                                                                                                | Parlement sans majorité. Alternance. Le Parti travailliste conserve la majorité relative des sièges. Après de longues négociations, le travailliste Joop den Uyl devient premier ministre, formant un gouvernement de coalition composé de trois partis de centre-gauche et deux de centre-droit. |

### Décembre
| Date         | Pays                | Élections    | Contexte | Résultats |
| ------------ | ------------------- | ------------ | --- | --- |
| 1er décembre | Bahreïn             | Législatives | Élection d'une assemblée constituante, à la suite de l'indépendance du pays en 1971. Seuls les hommes ont le droit de vote. Les citoyens élisent un peu plus de la moitié des membres de l'assemblée, les autres étant nommés par l'émir. | Tous les élus sont sans étiquette politique. L'assemblée ainsi élue prépare la constitution sous laquelle se déroulent les élections de 1973. |
| 2 décembre   | Australie           | Législatives | | Alternance. Le Parti travailliste (centre-gauche) remporte une majorité absolue des sièges. Gough Whitlam devient premier ministre, mettant fin à vingt-trois ans de gouvernement de centre-droit. |
| 7 décembre   | Irlande             | Référendum   | Deux propositions d'amendements constitutionnels sont soumises à l'approbation des citoyens. La première (le quatrième amendement à la constitution) accorde le droit de vote à l'âge de 18 ans, au lieu de 21 ans. La seconde (le cinquième amendement) abroge le « statut spécial » de l'Église catholique romaine en relation à l'État, ainsi que la reconnaissance par l'État des autres Églises chrétiennes et du judaïsme. | Le quatrième amendement est approuvé par 84,6 % des votants, et le cinquième par 84,4 %. |
| 12 décembre  | Corée du Nord       | Législatives | Seul le Front démocratique pour la réunification de la patrie, qui rassemble tous les partis politiques autorisés, peut présenter des candidats. Les électeurs sont appelés à approuver l'unique candidat dans leur circonscription. | Les candidats du Front recueillent officiellement 100 % de suffrages favorables. En apparence, le Parti du travail (marxiste-léniniste) ne dispose que d'une majorité relative des sièges, mais en réalité les autres partis politiques lui sont subordonnés. Kim Il-sung (Parti du travail) demeure premier ministre. |
| 23 décembre  | République de Chine | Législatives | Le gouvernement nationaliste se considérant comme le gouvernement légitime de toute la Chine, le Parlement élu en 1947 continue de siéger, avec des représentants de toutes les provinces chinoises. Pour remplacer des députés décédés, quinze nouveaux membres sont nommés députés par le gouvernement pour représenter les Chinois continentaux présents à Taïwan, tandis que trente-six députés sont élus par les citoyens pour représenter la province de Taïwan et la municipalité de Taipei. La 'République de Chine' à Taïwan à cette date est de facto un régime à parti unique. | Le Kuomintang (droite) remporte une large majorité des sièges à pourvoir, les autres revenant à des candidats sans étiquette, ou au Parti de la jeunesse chinoise (extrême-droite ; un siège). Chiang Ching-kuo demeure premier ministre.                                                                              |